# George Washington Hays
George Washington Hays, né le 23 septembre 1863 à Camden (Arkansas) et mort le 15 septembre 1927 à Little Rock (Arkansas), est un homme politique démocrate américain. Il est gouverneur de l'Arkansas entre 1913 à 1917.

## Sources
- (en) Cet article est partiellement ou en totalité issu de l’article de Wikipédia en anglais intitulé « George Washington Hays » (voir la liste des auteurs).